# 996 (rythme de travail)
Le rythme de travail 996 est un système illégal utilisé par des entreprises chinoises, notamment du domaine de l’informatique. Il consiste à travailler de 9 h (du matin) à 9 h (du soir, c'est-à-dire 21 h), six jours par semaine, d’où le sigle numérique pour le désigner. Rythme de vie contesté, notamment par la jeunesse chinoise, le Tangping (躺平, « s'allonger à plat ») a notamment émergé en réaction en 2021.

## Contexte
Toutes industries confondues, les travailleurs chinois travaillent plus d’heures que leurs homologues dans de nombreux pays. Les start-ups (surtout en informatique) s’inspirent des géants comme Huawei, Alibaba ou BaishanCloud, qui encouragent leurs employés à dormir sur place après une soirée de travail, ou avant de grands événements, en créant des « coins siestes » ou en laissant leurs salariés amener des matelas avec eux.
Le droit du travail chinois prévoit pourtant que les heures de travail soient limitées à 40 par semaine, et les heures supplémentaires à 36 par mois. Or, le système 996 correspond à 66 ou 72 heures de travail, suivant le temps dédié à la pause méridienne .

## Entreprises impliquées
Jack Ma, le dirigeant d'Alibaba Group, est favorable au 996 pour ses employés, arguant du fait qu’ils sont jeunes et que ce modèle de travail « est un immense bonheur ».

Logo de ByteDance, société mère de TikTok.

L’entreprise ByteDance (TikTok) dément l’existence d’un système 996 officialisé, cependant ses employés, même hors de Chine, affirment que les heures de travail sont longues et peu propices à un équilibre avec leur vie personnelle.
Richard Liu, le directeur de JD.com, est également favorable au 996 ; il explique par exemple que les travailleurs réfractaires sont « des fainéants ».
En janvier 2021, une employée de Pinduoduo âgée de 23 ans meurt d’épuisement en rentrant du travail à 1 h 30 du matin.
Le fondateur de Youzan, Zhu Ning, explique que la pression au travail est indispensable et que les employés devraient démissionner s’ils n’en ressentent pas.

## Réactions
En 2019, un groupe de développeurs chinois lance le site 996.ICU ; ICU signifiant en anglais Intensive Care Unit, unité de soins intensifs, en référence aux problèmes de santé qui peuvent être causés par un rythme excessif. Ils souhaitent lister les entreprises fonctionnant en 996, et proposer une licence logicielle interdisant que leurs codes soient utilisés au sein de ces entreprises.
Le Tangping (躺平, ou « s'allonger à plat ») peut se voir comme une réaction de rejet de la pression du modèle 996. 